# Maciste contro la morte
Maciste contro la morte è un film muto del 1920 diretto da Luigi Romano Borgnetto e Carlo Campogalliani.
La pellicola ha per protagonista Bartolomeo Pagano, famoso proprio per aver interpretato nella sua carriera cinematografica il ruolo dell'eroe Maciste.
Il film è la parte iniziale de La trilogia di Maciste, prodotta nel 1920 dall'Itala Film. Maciste in questo contesto è rappresentato non come una specie di supereroe, ma come un corpulento beniamino, sempre in una situazione fiabesca.

## Trama
Maciste si trova sulle tracce di una banda di malviventi che ha rapito la bella principessa Maria Letícia de Livonia, in viaggio a Roma, e si va a nascondere nei pressi di un porto. in questa avventura, Maciste è aiutato dal suo amico, il giornalista Tito Fabrizi, che è stato allattato dalla stessa donna.